# Stronger than Heaven/Walpurgis Night
Stronger than Heaven/Walpurgis Night è un album raccolta del gruppo musicale tedesco Stormwitch, pubblicato nel 1986.

## Tracce
Stronger than Heaven (1986)
1. Intro – 0:32
2. Rats in the Attic – 3:06
3. Eternia – 3:59
4. Jonathan's Diary – 7:22
5. Slave to Moonlight – 4:02
6. Stronger than Heaven – 4:38
7. Ravenlord – 3:40
8. Allies of the Dark – 4:16
9. Dorian Gray (strumentale) – 5:37

Walpurgis Night (1984)
1. Cave of Steenfoll – 4:23
2. Priest of Evil – 4:37
3. Walpurgis Night – 3:01
4. Flour in the Wind – 4:46
5. Warlord – 4:27
6. Excalibur (strumentale) – 3:46
7. Thunderland – 4:30

## Formazione
- Andy Aldrian - voce
- Lee Tarot - chitarra solista
- Steve Merchant - chitarra ritmica
- Ronny Pearson - basso
- Pete Lancer - batteria